# Абрамовка (Оренбургская область)
Абра́мовка  — село в Переволоцком районе Оренбургской области. Село образует Япрынцевский сельсовет.

## География
Село находится в 30 км (по дорогам) севернее районного центра — посёлка Переволоцкий. Через село протекает река Моховая (приток Кувая), берущая начало рядом с селом.

## Население
| 2010 | 2012 | 2013 | 2014 |
| ---- | ---- | ---- | ---- |
| 334  | ↘317 | ↘304 | ↘292 |